# Ябем
Ябем (Jabem, Jabêm, Jabim, Laulabu, Yabem, Yabim) — австронезийский язык, на котором говорит народ ябем, проживающий на полуострове Хуон, около побережья города Финшхафен, провинции Моробе в Папуа-Новой Гвинее. В 1978 году насчитывалось 2000 человек. Однако, в 1886 году ябем был признан в качестве коренного языка лингва-франка в евангельских и образовательных целях евангельскими миссионерами-лютеранами, которые первыми прибыли в деревню Симбанг, где говорят на языке ябем.
В 1939 году на языке говорили 15 000 человек, а понимали его 100 000 человек. В течение десятилетия после Второй Мировой Войны по миссионерской схеме удалось обучить 30 000 студентов с использованием ябем как средство обучения. Хотя использование ябем в качестве коренного лингва-франка заменено ток-писином, ябем остаётся одним из лучших задокументированных австронезийских языков, с обширными учебными материалами и литературой (в том числе множество оригинальных сочинений, а не только переведов с немецкого или английского языков), а также грамматика и словари.

## Фонология

### Гласные
|                       | Передний ряд | Средний ряд | Задний ряд |
| --------------------- | ------------ | ----------- | ---------- |
| Верхний подъём        | i            |             | u          |
| Средне-верхний подъём | ê            |             | ô          |
| Средне-нижний подъём  | e            |             | o          |
| Нижний подъём         |              | a           |            |

### Согласные
|                | Губ.-губ.      | Переднеяз. | Веляр.   | Глот. |
| -------------- | -------------- | ---------- | -------- | ----- |
| Глухая смычка  | p / po-/pô-    | t          | k / kw   | -c    |
| Звонкая смычка | b / bo-/bô-    | d          | g / gw   |       |
| Преназал.      | mb / mbo-/mbô- | nd         | ŋg / ŋgw |       |
| Нос.           | m / mo-/mô-    | n          | ŋ        |       |
| Фрикатив.      |                | s          |          |       |
| Латер.         |                | l          |          |       |
| Аппрокс.       | w              | j          |          |       |